# Buwayhidi

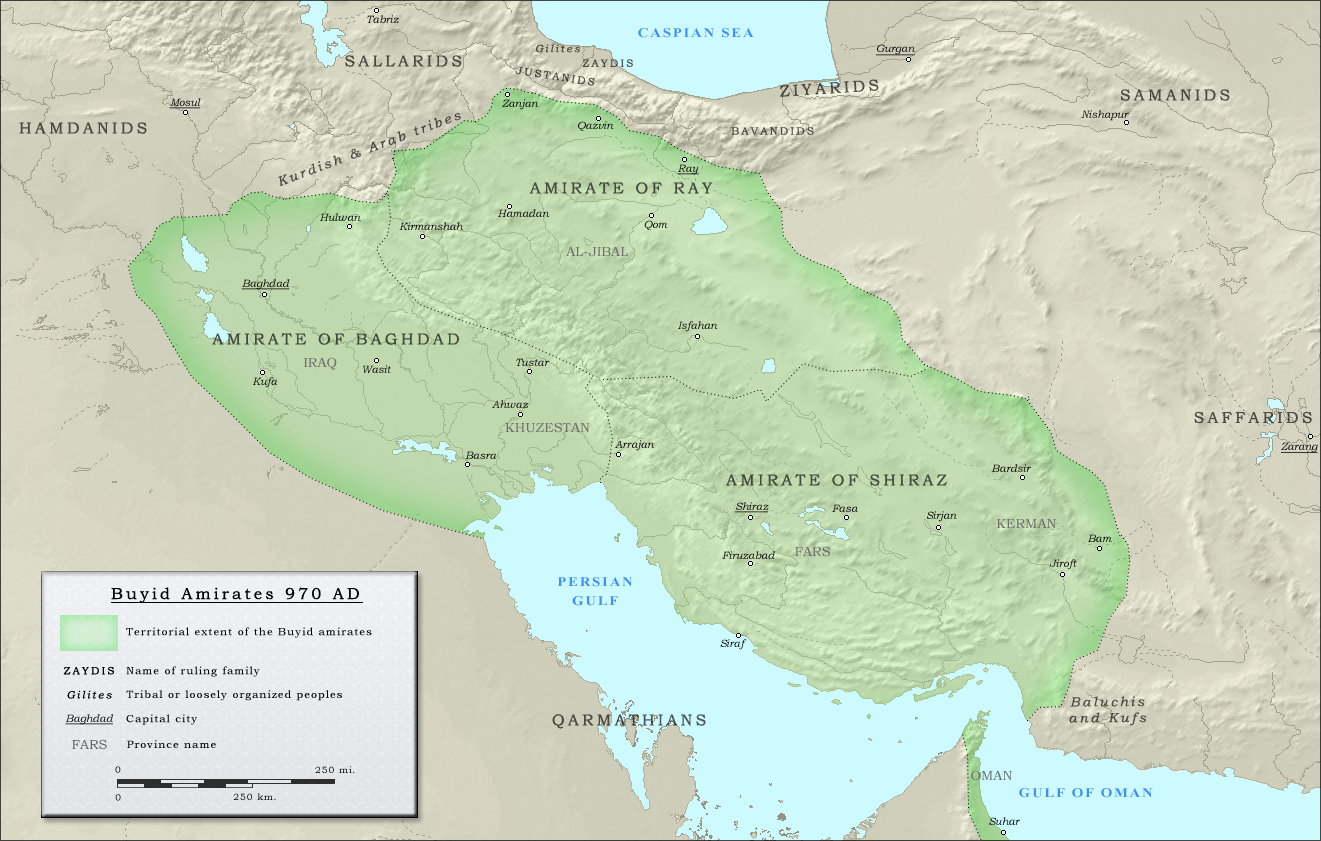
Estensione dei Buwayhidi nel 970 D.C.

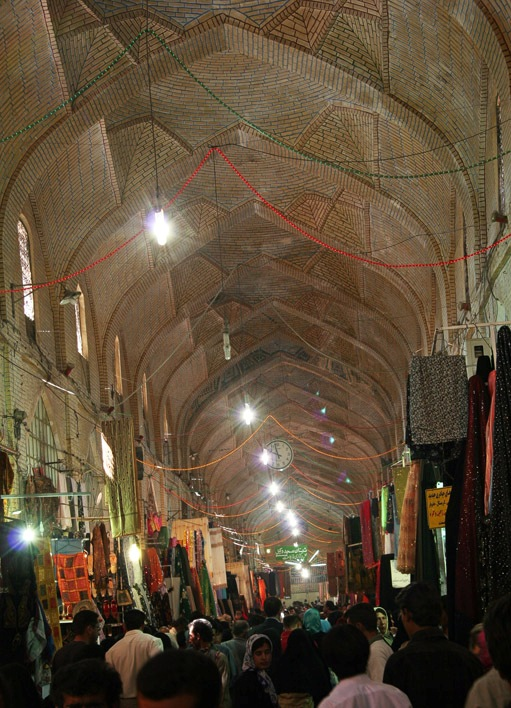
Bazaar Vakeel costruito nel periodo Buwayhide

La dinastia sciita dei Buwayhidi, o Buyidi, (in persiano آل بویِه
‎, Āl-e Būye) dominò direttamente o indirettamente sulla Persia e sull'Iraq tra X e XI secolo.

## Origini
Originari delle montuose regioni del Daylam, a meridione del Mar Caspio, i Buwayhidi entrarono al servizio di Mākān ibn Kākī, agente dei Samanidi insediatisi in Transoxiana, per poi passare sotto Mardāwīj ibn Ziyār, fiero avversario della dinastia zaydita affermatasi nel X secolo nelle regioni a sud del Mar Caspio (Tabaristan, oggi Mazandaran).

Ali ibn Buya e i suoi fratelli al-Hasan e Ahmad, figli d'un umile pescatore del Mar Caspio, cominciarono lentamente ad esprimere una loro ambiziosa politica nella regione di Esfahan. Assoldarono quindi un buon numero di cavalieri e fanti daylamiti e con loro si scagliarono contro il governatore Yāqūt, odiato per la sua vessatoria politica fiscale che arricchiva più che altro lui invece del califfo abbaside a Baghdad.

## La confederazione buwayhide
Nel 934 la vittoria conseguita aprì ai tre fratelli la strada di Shīrāz. Mentre il primogenito ʿAlī si impadroniva in tal modo del Fārs, ricevendo il riconoscimento califfale per le sue imprese e il titolo di wālī, suo fratello al-Ḥasan metteva le mani sulla regione del Jibāl (l'antica Media, oggi Azerbaigian).
La morte di Mardāwīj ibn Ziyār fece ampliare alla città di Rayy (persiano: Rey) i domini di ʿAlī ibn Būya, che inviò l'altro fratello Aḥmad in Kirmān e Khūzistān. Le difficoltà incontrate consigliarono Aḥmad a dirigersi verso l'Iraq ma nel 944 egli fu sconfitto dal "generalissimo" (Amīr al-umarāʾ) protettore del califfo, il turco Tūzūn.
A metà di gennaio del 946 l'impresa fu nuovamente tentata e stavolta il successo arrise al Buwayhide che entrò a Baghdad ricevendo dal califfo il titolo arabo di Amīr al-umarāʾ e quello persiano di " Shāhanshāh " (re dei re) oltre al laqab di al-Muʿizz al-Dawla (Glorificatore della dinastia), mentre al-Ḥasan veniva insignito del titolo di Rukn al-Dawla (Pilastro della Dinastia) e il comune fratello ʿAlī quello di ʿImād al-Dawla (Sostegno della Dinastia).
L'accaduto costituiva un cambiamento non di poco conto perché portava un movimento sciita duodecimano al ruolo di protettore della dinastia califfale abbaside sunnita. Tutti gli organi di governo passarono sotto il controllo buwayhide, compreso il visir, e al califfo non rimase altro che un'autorità puramente astratta, pur prestigiosa, e quella di rappresentanza religiosa dei sunniti.
Il non sostituirsi al califfo può essere spiegato con il fatto che gli sciiti a Baghdad e nell'Iraq erano in quell'epoca una minoranza e i Buwayhidi probabilmente non vollero crearsi difficoltà con la maggioranza dei musulmani, non solo d'Iraq e di Persia, che erano allora in gran parte sunniti.
I Buwayhidi si addossarono quindi unicamente l'onore e l'onere di proteggere un califfato che, grazie a loro, sperava di potersi ben dire finalmente "universale", malgrado ancora incombesse pesantemente l'alternativa degli ismailiti Fatimidi in Egitto, Yemen e parte della Siria.
Alla morte di Muʿizz al-Dawla nel 977 il Fārs fu affidato al suo tredicenne nipote, figlio di ʿImād al-Dawla. Adud al-Dawla meglio di ogni altro rappresentò le doti di intelligenza e di capacità amministrative della dinastia e a lui va attribuito, ad esempio, il merito di avere fatto erigere a Baghdad uno dei migliori ospedali pubblici che siano mai stati eretti nel mondo islamico: il Bīmāristān al-ʿAḍudī o di aver protetto esponenti della cultura quali il poeta al-Mutanabbī.
Questo non gli impedì di accentrare nella sua persona il potere politico e militare, sbarazzandosi ad esempio discretamente nel 975 del cugino ʿIzz al-Dīn Bakhtiyār.
Con i Buwayhidi lo Sciismo si diffuse nell'Iran occidentale e in Iraq, senza che questo comportasse alcuna persecuzione contro i sunniti e senza mai la pretesa di istituire un "califfato alide". La loro presenza favorì il parziale connubio tra pensiero mo'tazilita e sciita con il sunnismo. Essi avviarono una estesa campagna di ricostruzione delle infrastrutture e si fecero mecenati delle scienze e delle arti, contribuendo alla rinascita culturale e nazionale persiana.

## Epilogo
La dinastia si concluse quando nell'area irachena e in Persia giunsero i Turchi Selgiuchidi sunniti. Il loro ingresso a Baghdad nel 1055 riportò il califfo sotto la protezione di un sultano sunnita, mettendo fine a una delle più curiose diarchie mai verificatesi nella storia islamica.

### Elenco degli emiri e sultani buwayhidi
- ʿImād al-Dawla Abū l-Ḥasan ʿAlī 934-939
- Adud al-Dawla 939-983
- Sharaf al-Dawla 983-990
- Ṣamṣām al-Dawla 990-998
- Bahāʾ al-Dawla 998-1012
- Sulṭān al-Dawla 1012-1024
- Abū Kālījār Marzbān 1024-1048
- al-Malik al-Raḥīm Abū Naṣr Khosrow Fīrūz 1048-1055

Daylamiti del Khūzistān e del Kirmān:
- Muʿizz al-Dawla 932-966
- ʿIzz al-Dawla Bakhtiyār 966-977
- Azad al-Dawla Abu Shujāʿ (ʿAḍud al-Dawla) 977-982
- Bahā' al-Dawla 989-1012
- Soltān al-Dawla 1012-1021
- Abū Kālījār Marzbān 1043-1048
- Ghawam al-Dawla 1012-1028
- Abū Mansūr Fūlād Sotūn 1048-1056

Daylamiti di Rayy, Isfahān e Hamadān:
- Rukn al-Dawla 932-976
- Moʿayyad al-Dawla 976-983
- Fakhr al-Dawla 976-997
- Majd al-Dawla 997-1029
- Shams al-Dawla 997-1021
- Samā' al-Dawla 1021-1023